# Gárgoles de Abajo
Gárgoles de Abajo es una localidad española perteneciente al municipio guadalajareño de Cifuentes, en la comunidad autónoma de Castilla-La Mancha. Está constituida como entidad de ámbito territorial inferior al municipio (EATIM).

## Historia
Hacia mediados del siglo XIX, el lugar, por entonces con ayuntamiento propio, tenía contabilizada una población de 396 habitantes. Aparece descrito en el octavo volumen del Diccionario geográfico-estadístico-histórico de España y sus posesiones de Ultramar de Pascual Madoz de la siguiente manera:

GÁRGOLES DE ABAJO: v. con ayunt. en la prov. de Guadalajara (9 leg.), part. jud. de Cifuentes (1), aud. terr. de Madrid (19), c. g. de Castilla la Nueva, dióc. de Sigüenza: sit. en una pequeña altura á la márg. izq del r. Cifuentes, con buena ventilacion y despejada atmósfera, las enfermedades mas comunes son fiebres intermitentes , gástricas , dolores reumáticos y pulmonias, á causa de que corriendo las aguas por un cauce muy vado, se salen á las heredades contiguas y forman charcas muy perjudiciales á la salud: tiene 114 casas; la consistorial sit. en la plaza, la que tiene un soportal de 25 pasos de long. y 4 de lat.; un pósito, cuyo fondo consiste en 160 fan. de trigo; escuela de instruccion primaria frecuentada por unos 25 ó 30 alumnos de ambos sexos, á cargo de un maestro, á la vez sacristan, dotado con 450 rs. y 30 fan. de trigo; una posada; un horno de poya; una igl. parr. (La Purísima Concepcion) servida por un cura de provision real y ordinaria previo concurso; el cementerio se halla al E. de la pobl., contiiguo á una ermita (La Soledad) que le sirve de capilla: fuera de poblado, aunque inmediato a las casas, hay un abundante manantial con una balsa en su nacimiento, desde la que pasa el agua á una buena arca, y de aqui parte un encañado para conducirla á la fuente de que se surte el vecindario , la cual tiene dos caños y un pilon para abrevar los ganados, llevándose su sobrante á una fábrica de papel que hay en el término; á 400 pasos de la v., hacia el E., hay otra fuente llamada el Pozuelo, cuyas aguas, aunque escasas, son muy esquisitas y las usa el vecindario para beber: confina el térm. N. Gárgoles de Abajo; E. Ruguilla y Sotoca; S. Trillo y Gualda, y O. Henche y Solanillos; dentro de él se encuentran muchos manantiales, una ermita (Santa Lucia), una fábrica de papel de estraza y otra de papel fino; esta última, edificio sólido de figura cuadrada con buenas habitaciones para los directores y un hermoso mirador para enjugar el papel, tienes 3 tinas, una de papel de estraza y 2 de blanco, 3 órdenes de mazos, un cilindro, una máquina para estraer la fécula de patatas y otra para cortar el trapo: el terreno, que participa de llano y montuoso, es de buena calidad y muy suave; comprende un monte bastante poblado de chaparro y encina; le fertiliza el r. Cifuentes, pues aun cuando tambien pudiera utilizarse el agua sobrante de las fuentes para el riego, se destina para el lavado y otras operaciones que necesitan aguas claras en la fábrica de papel, á la que impulsa el mencionado r., sobre el que hay un pequeño puente muy estropeado. caminos: los locales de herradura y la carretera que conduce de Madrid á Trillo. correo: se recibe y despacha en la adm. de Cifuentes por el cartero de Trillo. prod.: trigo, cebada, avena, patatas, vino, aceite, nueces, algunas frutas, cáñamo, judias, almortas y otras legumbres, leñas de combustible y carboneo, yerbas aromáticas y medicinales, y buenos pastos, con los que se mantiene ganado lanar, mular, asnal y algo de vacuno; hay caza de perdices, liebres, conejos y algunos animales dañinos, como lobos, zorras y garduñas; en el Cifuentes se pescan cangrejos y algunos barbos muy pequeños. ind.: la agrícola, el carboneo, dos molinos harineros, un batan, un molino aceitero, fabricacion de papel de estraza y blanco, la de fécula de patatas y algunos de los oficios y artes mecánicas mas indispensables. comercio: esportacion de frutos sobrantes y productos de la ind., é importacion de las primeras materias para las fáb. y de los art. de consumo que faltan. pobl.: 100 vec., 396 alm. cap. prod.: 3.245,600 rs. imp.: 149,475. contr.: 8,389. presupuesto municipal: 3,910, se cubre con los fondos de propios, consistentes en el producto del molino aceitero, otro harinero, la posada, el horno de pan cocer, una huerta, otra heredad y los herbages.
(Madoz, 1847, p. 316)

Camilo José Cela, en Viaje a la Alcarria, habla sobre Gárgoles de Abajo:

El viajero llega a Gárgoles a la hora del almuerzo, y allí con sosiego se echa la siesta, habla de la Alcarria, y sigue su camino...
Camilo José Cela. Viaje a la Alcarria (1948)

La localidad está situada en la ruta de la Lana, entre Trillo y Cifuentes.

## Demografía
| Gráfica de evolución demográfica de Gárgoles de Abajo entre 1842 y 1970 |
| |
| Población de derecho según los censos de población del INE Población de hecho según los censos de población del INEEntre el censo de 1981 y el anterior, este municipio desaparece porque se integra en el municipio Cifuentes |

## Patrimonio
La ermita de Santa Lucía, la ermita de la Soledad y su iglesia parroquial, románica con modificaciones exteriores, con interior de una nave y retablo gótico. Posee también un puente de origen romano, así como una antigua casa-palacio, con bella escalera cubierta con cúpula.
La iglesia parroquial, bajo la advocación de la Purísima Concepción, es de construcción románica con altar gótico rescatado de un pueblo abandonado y restaurado.
La casa-palacio se sitúa en la calle Mayor. Esta fue de un obispo que donó una parte al pueblo para vivienda de los maestros. Ahora años más tarde este caserón es de propiedad privada y la parte que pertenece al Ayuntamiento es un centro social.
Se hallan un gran número de cuevas y bodegas, con docenas de bocas de acceso, algunas de las cuales almacenan el vino del lugar desde el siglo XII. En el interior de una finca privada, se encuentra un manantial de origen romano, perteneciente, posiblemente, a un templo de la misma época del cual quedan escasos vestigios.